# 아프가니스탄의 총리
아프가니스탄의 총리(공식적으로 아프가니스탄 이슬람 토후국의 총리)는 아프가니스탄 정부의 정부수반이다.
이 직위는 1927년 아프가니스탄 왕이 임명한 공무원으로 창설됐다. 이 직위의 보유자는 1973년 아프가니스탄 왕국이 끝날 때까지 주로 고문으로 일했다. 1980년대에는 그 직책이 정부 수반이었다. 이 직책은 탈레반 정권을 축출한 미국의 침공 이후 폐지됐고, 이후 2004년부터 2021년까지 지속되는 대통령제 정부가 수립됐다. 미국의 철수와 탈레반 통치 재구축 이후 이 직위가 부활했다.
총리와 정부는 최고지도자의 지시를 따른다. 2021년 9월 7일, 아프가니스탄에 대한 사실상의 통제권을 행사한 탈레반 관리들은 최근 재설립된 아프가니스탄 이슬람 토후국의 새 임시 정부에서 이슬람 학자 하산 아쿤드를 총리 대행으로 발표했다.

## 같이 보기
- 아프가니스탄의 대통령
- 아프가니스탄의 최고행정관